# Necuto
Necuto – miasto w Angoli, w prowincji Kabinda.